# Фамилна обремененост
Фамилната обремененост или още на български като семейна история на заболяванията  (сравни англ. family history) в медицината се състои от информация за заболяванията на роднини по кръвна линия, тя е определяща за риска от психически разстройства. Това е медицинската история на семейството, която е част, дял от семейната история в цялост. Знанията за семейната медицинска история могат да дадат информация за предразположенията на пациента към определен род заболявания, в това число и психически разстройства.
Четири са основните насоки, по които може да се определи ефектът на фамилната обремененост при развитието на безпокойство, депресия, алкохолизъм и наркотична зависимост:
- фамилната обремененост се свързва с отсъствието или наличието на едно четирите вида психическо разстройство
- фамилната обремененост може да се свърже с повтарящи се и перманентни разстройства
- фамилната обремененост може да е предпоставка за по-сериозни състояния при някое от изброените състояния
- фамилната обремененост е водещ е сериозен фактор в развитието на разглежданите състояния